# NGC 3419
NGC 3419 est une galaxie lenticulaire située dans la constellation du Lion. NGC 3419 a été découverte par l'astronome allemand Albert Marth en 1864. Il se pourrait que William Herschel ait observé cette galaxie le 14 janvier 1787, mais John Dreyer, l'auteur du New General Catalog n'en fait pas mention, aussi on attribue cette découverte à Albert Marth.

## Caractéristiques
NGC 3419 présente une large raie HI.

### Distance
Sa vitesse par rapport au fond diffus cosmologique est de 3 380 ± 25 km/s, ce qui correspond à une distance de Hubble de 49,9 ± 3,5 Mpc (∼163 millions d'al).
À ce jour, deux mesures non basées sur le décalage vers le rouge (redshift) donnent une distance de 52,950 ± 13,506 Mpc (∼173 millions d'al), ce qui est à l'intérieur des valeurs de la distance de Hubble.

## Groupe de NGC 3367
NGC 3419 fait partie du groupe de NGC 3367. En plus de NGC 3367, ce groupe compte au moins 2 autres galaxies : NGC 3391 et NGC 3419A. Abraham Mahtessian mentionne aussi ce groupe dans un article paru en 1998, mais NGC 3419A n'y figure pas.